# Bataille de Périthéorion
Guerre civile byzantine de 1341-1347
La bataille de Périthéorion le 7 juillet 1345 oppose les forces de Momchil, le dirigeant de facto indépendant des Rhodopes et une coalition byzantino-turque dirigée par Jean VI Cantacuzène et Umur Bey. Les deux armées se rencontrent devant les murs de la ville de Périthéorion (actuellement en ruines, proche de l'actuelle Xanthi). La bataille résulte en une victoire écrasante de l'armée coalisée tandis que Momchil périt sur le champ de bataille.

## Prélude
À partir de 1341, une guerre civile frappe l'Empire byzantin et oppose la régence de l'héritier Jean V Paléologue à l'ancien régent Jean VI Cantacuzène. Lors de ce conflit, les deux belligérants font appel aux États voisins. Cantacuzène compte ainsi d'abord sur le soutien de Stefan Uroš IV Dušan, le roi de Serbie mais l'arrivée en 1343 de son ami et allié Umur Bey renforce considérablement sa position.
La même année, Momchil, un brigand bulgare agissant au nord des Rhodopes prête allégeance à Cantacuzène. Il est récompensé par l'obtention du titre de sébastokrator et obtient le poste de gouverneur de la région de Merope, s'étendent à l'est de la Mesta jusqu'aux environs de Komotini. Toutefois, l'année suivante, Umur Bey est contraint de rapatrier ses forces en Anatolie et Momchil fait défection pour rejoindre le camp de la régence qui le récompense du titre de despote. Il commence alors à lancer des raids contre les terres restées loyales à Jean Cantacuzène et harcèle la petite armée turque qu'Umur Bey a laissé à Jean. Il obtient une petite victoire lorsqu'il brûle trois de leurs navires à Porto Lago. Finalement, Umur Bey revient au printemps 1345. Dans le même temps, Momchil a pris avantage du fait que la région frontière entre les États bulgares, byzantins et serbes est un no man's land pour y implanter son autorité et devenir un prince indépendant.

## Bataille et conséquences
À la fin du printemps de l'année 1345, Umur revient en Thrace avec une force présumée de 20 000 hommes. Lui et Cantacuzène décident alors de soumettre Momchil. Les deux armées se rencontrent près de Périthéorion le 7 juillet. Momchil parvient à éviter l'armée adverse bien plus nombreuse en se repliant vers Périthéorion. Cependant, les habitants refusent de lui ouvrir les portes. Il décide alors de se retrancher derrière les anciennes murailles en ruines de la ville. Toutefois, cela ne l'empêche pas de subir une défaite écrasante. Après que sa cavalerie a été décimée, il est encerclé avec le reste de ses troupes et tué dans les combats qui s'ensuivent.
Après la mort de Momchil, les forces de Cantacuzène reprennent le contrôle de la région de Mérope. Toutefois, le rôle joué par les Turcs dans la région est un prélude aux évènements à venir, c'est-à-dire la conquête progressive des Balkans par les Ottomans quelques années plus tard. La vie mouvementée de Momchil et son rôle perçu comme celui d'un opposant aux Turcs lui assurent une place importante dans le folklore épique de la région.